# Корелья-Лигуре
Корелья-Лигуре (итал. Coreglia Ligure) — коммуна в Италии, располагается в регионе Лигурия, в провинции Генуя.
Население составляет 271 человек (2008 г.), плотность населения составляет 34 чел./км². Занимает площадь 8 км². Почтовый индекс — 16040. Телефонный код — 0185.
Покровителем коммуны почитается святитель Николай Мирликийский, празднование 6 декабря.

## Демография
Динамика населения:

## Города-побратимы
- Корелья-Антельминелли, Италия (2005)

## Администрация коммуны
- Официальный сайт: https://web.archive.org/web/20090420232401/http://www.coreglia-ligure.it/